# De roze jurk
De roze jurk (Frans: La robe rose) is de titel van een schilderij van Frédéric Bazille uit 1864. Het is een van de eerste hoogtepunten in zijn oeuvre. Sinds 1986 is te zien in het Musée d'Orsay in Parijs.

## Voorstelling
Bazille was afkomstig uit een welgestelde familie uit Montpellier. Bij het even buiten deze stad gelegen Castelnau-le-Lez bezat de familie een landgoed, Méric, waar de schilder de zomer vaak doorbracht. Sinds 1862 woonde hij de rest van het jaar in Parijs, waar hij medicijnen studeerde en schilderlessen volgde bij Charles Gleyre. Twee van zijn beroemdste schilderijen, Familiereünie en Het dorpsgezicht zijn op Méric ontstaan en getuigen van zijn voorliefde voor het schilderen in de open lucht. Deze interesse deelde hij met Renoir en de andere impressionisten die hij in Gleyres atelier ontmoet had.
De roze jurk houdt het midden tussen een portret en een landschap. Het schilderij laat Bazilles nicht Thérèse des Hours op het terras van het landgoed zien, met op de achtergrond Castelnau. Het decor is vrijwel identiek aan dat op Het dorpsgezicht. Thérèse, die later ook op Familiereünie zou figureren, gaat hier gekleed in een roze-grijs gestreepte jurk met een zwarte schort. Ze kijkt uit op het dorp, waardoor de toeschouwer slechts de achterkant van haar hoofd te zien krijgt. Zowel het meisje als de bomen zijn in de sombere schaduw gelegen, terwijl het dorp baadt in zonlicht. Door de sterke scheiding tussen de voor- en achtergrond die zo ontstaat, lijkt het werk in twee delen uiteen te vallen.

## Herkomst
- tot 1924: in bezit van Marc Bazille, broer van de kunstenaar.
- 1924: nagelaten aan de staat. Het werk wordt tentoongesteld in het Musée du Luxembourg.
- 1929: overgebracht naar het Louvre.
- 1947: overgebracht naar de Galerie nationale du Jeu de Paume.
- 1986: overgebracht naar het Musée d'Orsay.

## Afbeeldingen

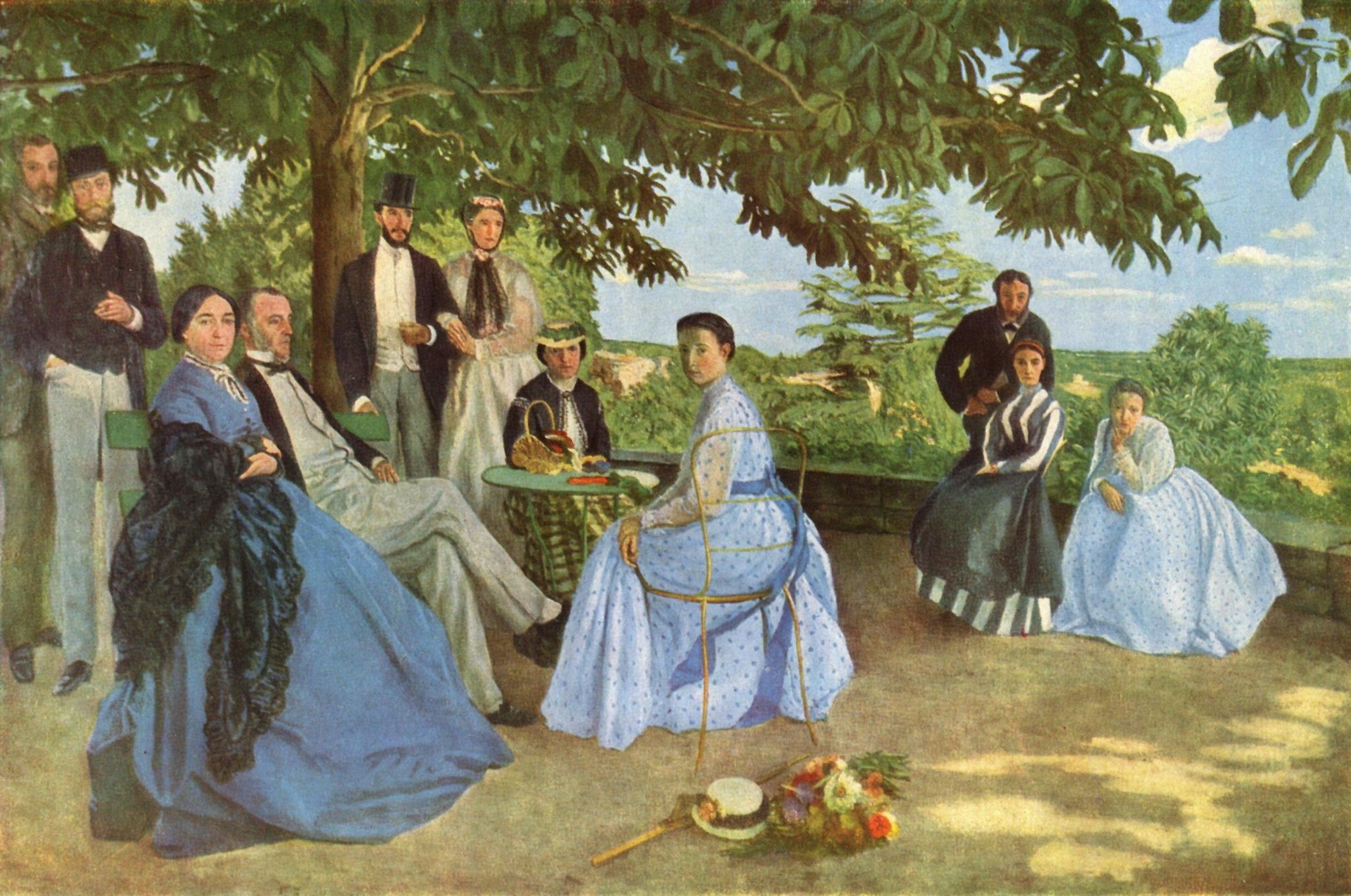
Familiereünie (1867)
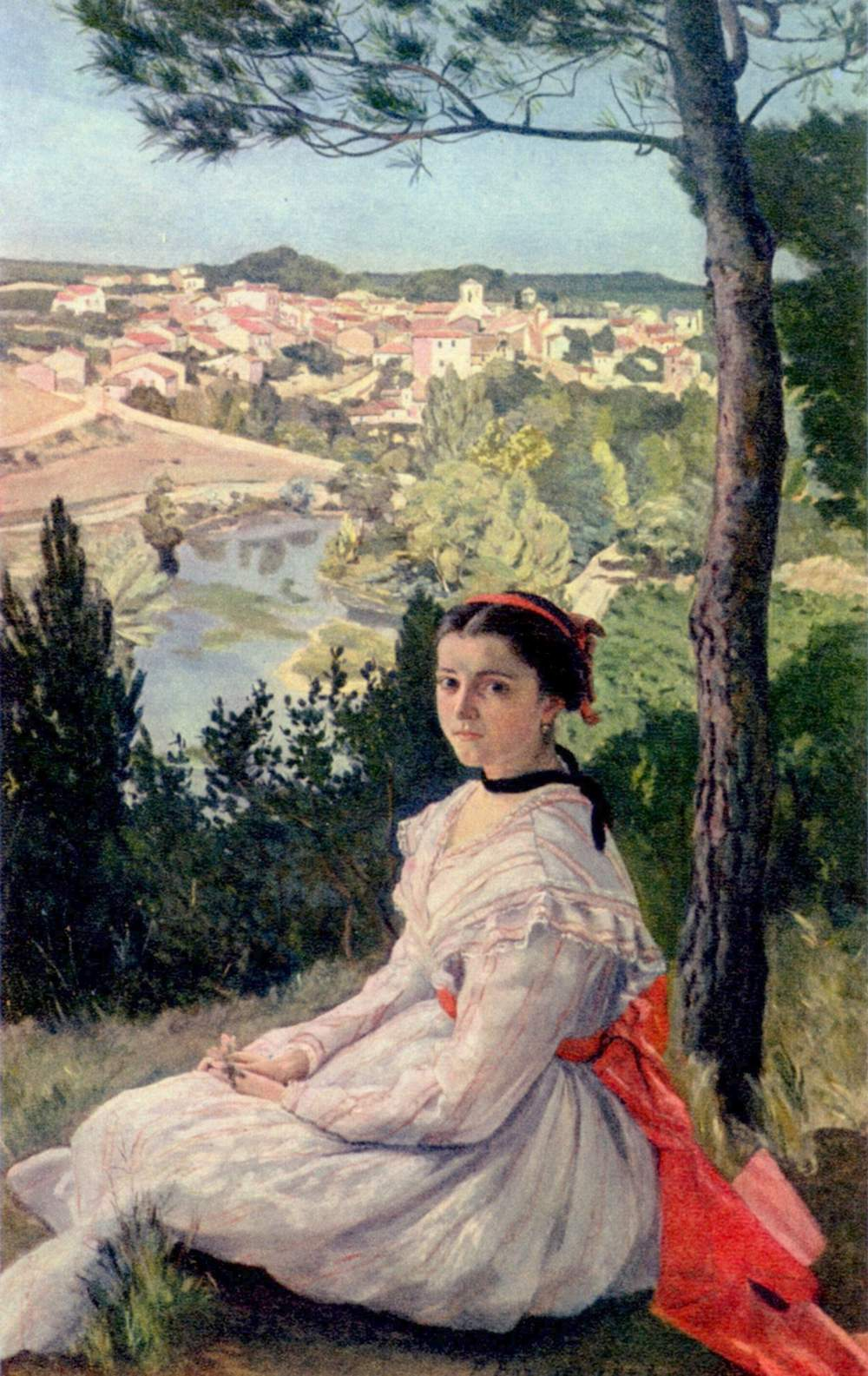
Het dorpsgezicht (1868)